# Joyce Yakubowich
Joyce Yakubowich (geb. Sadowick; * 29. Mai 1953 in Burnaby; † 24. März 2024) war eine kanadische Sprinterin.

## Sportliche Laufbahn
Bei den British Commonwealth Games 1970 in Edinburgh gewann sie Bronze in der 4-mal-100-Meter-Staffel und schied über 400 m im Vorlauf aus. 1971 wurde sie bei den Panamerikanischen Spielen in Cali Sechste über 400 m.
Bei den Olympischen Spielen 1972 in München kam sie über 400 m nicht über die erste Runde hinaus.
1975 siegte sie bei den Panamerikanischen Spielen in Mexiko-Stadt über 400 m und in der 4-mal-400-Meter-Staffel, gewann Bronze in der 4-mal-100-Meter-Staffel und wurde Sechste über 200 m.
Bei den Olympischen Spielen 1976 in Montreal erreichte sie über 400 m das Viertelfinale und wurde mit der kanadischen 4-mal-400-Meter-Stafette Achte.
Beim Leichtathletik-Weltcup 1977 belegte sie mit der amerikanischen Stafette den vierten Platz.
1972 und 1975 wurde sie Kanadische Meisterin über 200 m und 1972 über 400 m.

## Persönliche Bestzeiten
- 200 m: 23,34 s, 16. Oktober 1976, Mexiko-Stadt
- 400 m: 51,62 s, 18. Oktober 1975, Mexico-Stadt